# Cabin John
Cabin John ist ein Census-designated place im Montgomery County im US-Bundesstaat Maryland. Das U.S. Census Bureau hat bei der Volkszählung 2020 eine Einwohnerzahl von 2459 ermittelt.
Die Siedlung mit ursprünglichem Namen Captain John's Mills liegt innerhalb der Metropolregion nordwestlich von Washington, D.C. am nördlichen Ufer des Potomac River.